# Marek Panas
Marek Panas (* 7. November 1951 in Elbląg, Polen) ist ein ehemaliger polnischer Handballspieler und Handballtrainer.
Im März 1982 kam Panas zum THW Kiel. Dort spielte Panas, der kurz zuvor mit der polnischen Nationalmannschaft die Bronzemedaille bei der WM 1982 in Deutschland gewann, auf Rückraum Mitte. In den folgenden Jahren machte er den zuvor eher mittelmäßigen THW wieder zu einer Spitzenmannschaft im deutschen Handball. 1987 übernahm er zudem noch das Traineramt und war zwei Jahre als Spielertrainer aktiv.
Panas ist verheiratet und hat einen Sohn und eine Tochter. Er lebt in dem Ort Szteklin in der Nähe von Danzig. Dort betreibt er ein Gehöft.

## Erfolge
- Deutscher Vizemeister 1983, 1985 und 1989
- 3. Platz bei der WM 1982 in Deutschland
- 7. Platz bei den Olympischen Spielen 1980 in Moskau

## Bundesligabilanz
| Saison    | Verein   | Spielklasse | Spiele | Tore | 7-Meter | Feldtore |
| --------- | -------- | ----------- | ------ | ---- | ------- | -------- |
| 1981/82   | THW Kiel | Bundesliga  | 10     | 28   | 2       | 26       |
| 1982/83   | THW Kiel | Bundesliga  | 24     | 113  | 36      | 77       |
| 1983/84   | THW Kiel | Bundesliga  | 23     | 72   | 7       | 65       |
| 1984/85   | THW Kiel | Bundesliga  | 26     | 62   | 3       | 59       |
| 1985/86   | THW Kiel | Bundesliga  | 24     | 80   | 11      | 69       |
| 1986/87   | THW Kiel | Bundesliga  | 26     | 62   | 2       | 60       |
| 1988/89   | THW Kiel | Bundesliga  | 1      | 2    | 0       | 2        |
| 1981–1989 | gesamt   | Bundesliga  | 134    | 419  | 61      | 358      |